# Girolamo Bacchini
Girolamo Bacchini, auch benannt als Fra Teodoro del Carmine und Girolamo Bachini, war ein italienischer Kastrat, Komponist, Autor von Werken zur Musik und katholischer Priester. Seine hauptsächliche Wirkungszeit war zwischen dem Ende des 16. Jahrhunderts und zu Beginn des 17. Jahrhunderts.

## Leben und Karriere
Bacchini war ein Karmelite, der sehr aktiv in Kirchenkreisen in Mantua von den späten 1580er Jahren bis in den Anfang des 17. Jahrhunderts war. Während der 1580er Jahre komponierte er zahlreiche Messen für die herzogliche Kirche Santa Barbara am herzoglichen Palast in Mantua, der vom damaligen Herzog von Mantua, Guglielmo Gonzaga, gebaut wurde. Nach Guglielmos Tod 1587 diente er weiter am Hof in Mantua und war weiterhin aktiv in den Kirchenkreisen in Mantua bis zum Beginn des 17. Jahrhunderts.
1589 wurde in Mantua ein Buch mit mehreren von Bacchinis Messen für fünf oder sechs Stimmen veröffentlicht. Er war auch der Autor einer Abhandlung zur Musik, die heute verschollen ist. Er trat in den 1590er Jahren häufig zur Unterhaltung am Hof von Vincenzo I. Gonzaga auf. 1594 reiste er mit dem Herzog nach Regensburg, wo er vor Philipp von Bayern, dem Bischof von Regensburg auftrat. 1595 begleitete er den Herzog auf seinem ersten Feldzug gegen das osmanische Reich im Süden der Pannonischen Tiefebene. An dieser Reise nahm außerdem der Komponist Claudio Monteverdi und der Dichter Giambattista Marino teil.
Es wird spekuliert, dass Bacchini 1607 die Rolle der Euridike bei der Premiere von Monteverdis L’Orfeo am Hof Francesco Gonzagas sang. Das stützt sich auf einen Brief von 1608 an Vincenzo I. Gonzaga, in dem die Rede ist von „diesem kleinen Priester, der die Rolle der Euridike spielte in seiner Hoheit des Fürsten ‚Orfeo‘“. Der Musikwissenschaftler Tim Carter stellte fest, dass Bacchini 1607 nicht mehr im Dienste des Hofes in Mantua war, so dass es zwar möglich ist, dass er einen Gastauftritt hatte. Es wäre jedoch genauso möglich, dass die Rolle eine bisher unbekannte Person übernahm.